# 4-й Новомихалковский проезд
Четвёртый Новомиха́лковский прое́зд — улица на севере Москвы в районе Коптево Северного административного округа между Большой Академической улицей и проездом Черепановых.

## Происхождение названия
Образован 11 июля 1958 года Решением Исполнительного комитета Московского городского Совета депутатов трудящихся № 40/12 путём присвоения наименования Проектируемому проезду № 487, включая посёлок Фёдоровка. Все четыре Новомихалковских проезда (остались только три, 2-й Новомихалковский проезд не сохранился) названы как новые по отношению к ближней Михалковской улице.

## Описание
4-й Новомихалковский проезд начинается от Большой Академической улицы, проходит на север, слева отходит улица Генерала Рычагова, пересекает проезд Черепановых, затем проходит под Малым кольцом Московской железной дороги и переходит в Автомоторную улицу.

## Примечательные здания
По нечётной стороне:
- № 7 — 5-этажный кирпичный жилой дом (1958)[2];
- № 9А — средняя образовательная школа № 212 им. В. Н. Волкова;

По чётной стороне:
- № 6А — детский сад № 828;
- № 14 — Московский колледж Международного института передового обучения.